# Aquilegia pancicii
Aquilegia pancicii, és una espècie que pertany a la família de les ranunculàcies.
És una de les del gènere Aquilegia europees bicolors amb flors blaves i una làmina blanquinosa de fulles del nectari. Només es té constància a Suva Planina, a l'est de Sèrbia.

## Descripció
Aquilegia pancicii és una planta herbàcia perenne i pot créixer fins a uns 20 a 70 centímetres d'alçada. Té un sistema radicular molt ramificat i una arrel principal. La tija vertical és densament pilosa. Les fulles estan disposades en una roseta bàsica solta i amb pèls glandulars a ambdós costats, són trifoliades amb seccions finals ovals-lanceolades, no dividides o de tres columnes.
L'època de floració és al juny. En una tija llarga d'inflorescència hi ha una inflorescència terminal i racemosa que conté de tres a cinc flors, de vegades més. La flor és hermafrodita, radialment simètrica, la flor amb un esperó té un diàmetre de 3 a 4 centímetres. Els sèpals són de color blau viu. Els cinc pètals, que són com periants, són de color blau viu i de 1,5 a 2 centímetres de llarg. Les fulles del nectari tenen fins a 2 centímetres de llarg, de color blau viu a la part superior, la làmina és blanca. L'esperó és 1,2 centímetres més llarg que la làmina i està enganxat i corbat; la làmina fa 7 mm de longitud. Hi ha nombrosos estams que sobresurten de la fulla de la fulla de mel. Els estaminodes són lanceolats i punxeguts.
Tenen entre cinc a deu fol·licles glandulars que creixen més de 2 cm de llarg i contenen una varietat de llavors fosques i brillants.
Una característica distintiva senzilla per a les altres espècies d'Aquilegia de dos colors de la península balcànica, Aquilegia amaliae, Aquilegia dinarica i Aquilegia blecicii, és la longitud de la làmina dels pètals interiors. Amb Aquilegia pancicii és inferior a 8 mm, amb la resta al voltant dels 9 mm de longitud. Només amb Aquilegia amaliae  subsp. ottomis, per tant, els estams sobresurten per sobre de les fulles del nectari.

## Distribució
La distribució d'Aquilegia pancicii està limitada a les ubicacions rocoses al massís calcari de Suva Planina a prop de Bela Palanka i Pirot a l'est de Sèrbia.

## Taxonomia
Aquilegia pancicii, va ser descrita per Árpád von Felsöhagy Degen i publicat a Magyar Botanikai Lapok 4: 118, a l'any 1905.
Etimologia
Aquilegia : nom genèric que deriva del llatí aquila = "àguila", en referència a la forma dels pètals de la qual se'n diu que és com l'urpa d'una àguila.
pancicii: epítet atorgat en honor del botànic croat i primer president de l'Acadèmia sèrbia de les Ciències i les Arts Josif Pančić.